# 王仲才 (1939年)
王仲才（1939年9月11日—2020年1月19日），男，辽宁辽阳人，中国数学家，教育家。江西大学原校长，南昌理工学院名誉校长。

## 生平
1939年9月11日（一说1939年10月7日）生于克山县。1963年毕业于江西大学。后留校任教，长期从事基础数学的教学和科研工作，代表性论著《钣金数学放样原理》。1983年至1987年担任江西大学副校长。1987年1月至1993年担任校长。曾任江西省人民政府决策咨询委员会常务委员、省教育委员会副主任等职。享受国务院政府特殊津贴。
2020年1月19日5点50分去世，享年80岁。

## 出版物
- 王仲才 (编). . 南昌: 江西人民出版社. 1984年.
- 王仲才 (编). . 南昌: 江西高校出版社. 1991年9月.
- 王仲才; 钟树荣 (编). . 南昌: 江西高校出版社. 1994年6月.